# Либрих, Вернер
Ве́рнер Ли́брих (18 января 1927, Кайзерслаутерн — 20 марта 1995, Кайзерслаутерн) — немецкий футболист, игрок сборной ФРГ, чемпион мира 1954 года.

## Биография
Родился в 1927 году в семье рабочего, политически симпатизировавшего социал-демократам.

### Карьера

#### Игровая карьера
Поскольку старший брат Вернера также играл в составе «Кайзерслаутерна», Вернера прозвали Либрих II. Как правило, занимал позицию центрального полузащитника, хотя мог играть и на атакующих позициях.
16 раз появлялся на поле, играя за команду сборной ФРГ, был членом команды в 1954 году, когда команда Западной Германии выиграла кубок мира. Именно он травмировал капитана венгерской сборной Ференца Пушкаша в ходе двух игр группового этапа. В результате Пушкаш был вынужден пропустить следующие две игры команды и появился только в финальном матче своей сборной, находясь в сомнительном состоянии.
Не только в его активные игровые годы, когда он отклонил предложение «Милана» (это произошло в 1950 году), но и после окончания своей активной карьеры Вернер Либрих оставался верен «Кайзерслаутерну», он не только играл исключительно за «Кайзерслаутерн», но и стал тренером команды любителей «Кайзерслаутерна» после завершения карьеры.

#### Тренерство
7 туров подряд, с 22-го по 30-й, сезона 1964/65 Вернер Либрих обслуживал первую команду. Под его руководством ей удалось подняться на лигу вверх.

### Уход из жизни
Вернер Либрих скончался в 1995 году после нескольких операций в результате сердечного приступа, в возрасте 68 лет.